# Ideoblothrus colombiae
Espèce
Ideoblothrus colombiae est une espèce de pseudoscorpions de la famille des Syarinidae.

## Distribution
Cette espèce est endémique du département de Magdalena en Colombie. Elle se rencontre dans la Sierra Nevada de Santa Marta.

## Description
Le mâle holotype mesure 1,75 mm.

## Étymologie
Son nom d'espèce lui a été donné en référence au lieu de sa découverte, la Colombie.

## Publication originale
- Muchmore, 1982 : The genera Ideobisium and Ideoblothrus, with remarks on the family Syarinidae (Pseudoscorpionida). Journal of Arachnology, vol. 10, no 3, p. 193-221 (texte intégral).